# Československá basketbalová liga žen 1970/1971
Československá basketbalová liga žen 1970/1971 byla nejvyšší ligovou basketbalovou soutěží žen v Československu. Hrálo ji 12 družstev. Titul mistra Československa získala Sparta ČKD Praha na druhém místě skončila Slavia VŠ Praha a na 3. místě KPS Brno.
Nejlepší pětka hráček basketbalové sezóny 1970/71: Hana Doušová-Jarošová, Helena Malotová-Jošková, Milena Jindrová, Eva Petrovičová, Marie Zahoříková-Soukupová.

## Systém soutěže
- Všechna družstva hrála dvoukolově každý s každým (doma - venku).

## Tabulka
| Poř. | Tým                       | Z  | V  | P  | Skóre     | Body |
| ---- | ------------------------- | -- | -- | -- | --------- | ---- |
| 1.   | Sparta ČKD Praha          | 22 | 21 | 1  | 1743:1163 | 43   |
| 2.   | Slavia VŠ Praha           | 22 | 19 | 3  | 1692:1299 | 41   |
| 3.   | KPS Brno                  | 22 | 18 | 4  | 1798:1344 | 40   |
| 4.   | Slovan CHZJD Bratislava   | 22 | 16 | 6  | 1798:1467 | 38   |
| 5.   | Lokomotíva Bratislava     | 22 | 11 | 11 | 1390:1359 | 33   |
| 6.   | Slavia Univerzita Brno    | 22 | 10 | 12 | 1356:1453 | 32   |
| 7.   | Slávia VŠ Prešov          | 22 | 7  | 15 | 1261:1402 | 29   |
| 8.   | Lokomotiva Ústí nad Labem | 22 | 7  | 15 | 1411:1491 | 29   |
| 9.   | Lokomotíva Košice         | 22 | 7  | 15 | 1308:1580 | 29   |
| 10.  | Slovan Orbis Praha        | 22 | 6  | 16 | 1346:1740 | 28   |
| 11.  | Slávia VŠ Poděbrady       | 22 | 6  | 16 | 1345:1671 | 28   |
| 12.  | Spartak Přerov            | 22 | 4  | 18 | 1301:1641 | 26   |

## Sestavy (hráčky, trenéři) 1969/1970, 1970/1971
- Slavia Praha ITVS: Milena Jindrová (Hacmacová), Alena Spejchalová, Radka Matoulková-Brožková, Alena Dolejšová-Plechatová, Hrbková-Borovianská, Růžičková, Naďa Coufalová, Ammerová-Lehká, Navrátilová, Hansen, Stejskalová, Dvořáková, Hrdinová, Plátová, Bublíková, Zajícová, Zapletalová. Trenér Jan Karger
- Spartak Praha Sokolovo: Hana Doušová-Jarošová, Martina Pechová-Jirásková, Marie Zahoříková-Soukupová, Pavla Gregorová-Holková, Marta Kreuzová-Melicharová, Magda Jirásková-Houfková, Jana Doležalová-Zoubková, Hana Polívková, Eva Polívková, Ivana Kořínková-Kolínská, Martina Balaštíková-Babková, Ptáčková. Trenér Zbyněk Kubín
- Lokomotíva Bratislava: Helena Zvolenská, Valéria Tyrolová, Nataša Lichnerová-Dekanová, Věra Kišová-Luptáková, Marta Tomašovičová, Ferenceiová, Melišová, Ničová, Gregorovičová-Fischerová, Tarasovičová, Medovarská, Rybářová, Schneiderová, Bednáriková, Maláčová. Trenér Rudolf Stanček
- Slavia Brno: Věra Horáková-Grubrová, Dubšová-Enenklová, Vlasta Pacíková, Kepáková, Kostivová, Kummerová, Vrzalová, Večeřová, Dufková, Hanáková, Swierková, Juránková, Mudrychová, - Wernischová, J.Polcarová, A.Polcarová, Šupová. Trenér Luboš Polcar
- KPS Brno: Helena Malotová-Jošková (1971), Olga Přidalová (Kyzlinková-Mikulášková), Dana Tušilová-Rumlerová, Eva Mikulášková, Hana Opatřilová-Drastichová, Stanislava Dimitrivová-Grégrová, Olga Bobrovská-Hrubá, Kurzová-Reichlová, Jaroslava Synková, Páleníková-Krámová, Olejníčková, Maksantová, Hynková. Trenér Jindřich Drásal
- Slovan Orbis Praha: Dagmar Hubálková (do 1970), Věra Štechrová-Koťátková, Eva Krahulcová, Jaroslava Majerová-Ŕepková, Věra Zedníčková-Ryšavá, Janoušková, Tichá, Knotová, Trvalová, Andrlíková, Krajčírová-Fialová, Loňková, Nekolová, Navrátilová-Mareschová, Tichá, Kutychová, Třesohlavá, Stroffová. Trenér Svatopluk Mrázek
- Slovan CHZJD Bratislava: Eva Petrovičová, Božena Miklošovičová-Štrbáková, Dana Šmihulová-Hapalová, Táňa Gálová-Petrovičová, Piatková, Hašková-Dubovská, Grenčíková, Radošínska, Halamičková, J. Hatalová, Matušková, Vaňková, Olga Zajasenská-Došeková, Chalúpková, J.Jelínková-Hatalová, Vaňková, Gališinová, Zatloukalová. Trenér Jozef Hodál
- Lokomotíva Košice: Eva Galášová, Peczerová-Jablonská, Šostáková-Lešková, Zahradníková-Hollá, Erdošová-Langová, Kašperová, Holúbková, Podolínska, Mrázová, Dzubanová, Kováčová, Radváková, Železníková-Bucková, Kuchařská, Pav. Martolosová-Pavlíčková, Dana Šmihulová-Hapalová, Smolenová, Radóczyová, Kovaříková, Podolínska, Ondičová. Trenér J.Tóth, L.Šosták
- Lokomotiva Ústí n/L: Jana Šubrtová, Hana Slavíková, Alena Holanová, Jindráčková, Hynková, Rysová, Laipoldová, Kopáčková, Ledečová, Vyšatová, Crkalová, Tučková, Moťková, Konopásková, Krahulcová, Dvořanová, Soukupová. Trenér Květoslav Soukup
- Slávia VŠ Prešov: Yvetta Pollaková, Lipovská, G. Jeleníková, Bebčáková, Hajduková, Šebejová, Vassová-Karasová, Dobiášová, Fariničová, Čukanová, Neubauerové, Benčíková. Trenér Juraj Filčák
- Slavia Poděbrady: Marta Kreuzová-Melicharová , Hamplová, Ropková, Somrová, Staňková, Peťová, Vavroušková, Vodičková, Skořepová, Haklová, Borůvková, Simjancevová. Trenér R. Simjancev
- Spartak Přerov: Coufalová, Hřičišťová, Kocfeldová, Vránová, Lančová, Novosadová, Hrubá, Salbabová, Kolářová, Hošáková, Mitašová, Trávničková. Trenér J. Coufal

## Zajímavosti
- Mistrovství světa v basketbalu žen 1971 (Sao Paolo), Brazílie, v květnu 1971 za účasti 13 družstev. Konečné pořadí: 1. Sovětský svaz, 2.Československo, 3. Brazílie, 4. Jižní Korea. Československo na MS 1967 hrálo v sestavě: Milena Jindrová 114 /9, Helena Malotová-Jošková 111 /8, Hana Doušová-Jarošová 88 /9, Eva Petrovičová 74 /9, Martina Jirásková 62/ 7, Alena Spejchalová 56 /9, Marie Zahoříková-Soukupová 53 /9, Nataša Dekanová 50 /8, Naďa Coufalová 32 /6, Stanislava Grégrová 21 /8, Jana Zoubková 12 /4, Yveta Polláková 3 /3, celkem 676 bodů v 9 zápasech (7 vítězství, 2 porážky). Trenér: Ján Hluchý